# 井上幸信
井上 幸信（いのうえ ゆきのぶ、1950年9月25日 - ）は、広島県出身の元プロ野球選手（投手）。

## 来歴・人物
尾道商業高校では、エース・ピッチャーとして1968年の春の選抜に出場。2回戦で山口高志投手を擁する市神港高を降すなど、4試合を勝ち進み決勝に進出。決勝では大宮工の吉沢敏雄（慶大－東京ガス）と投げ合うが2-3で惜敗、準優勝にとどまった。同年夏は県大会準決勝で広陵高と対戦するが、宇根洋介（近大－電電中国）との投手戦の末0-1で完封負け、甲子園出場を逸する。
1968年のドラフト会議で大洋ホエールズから3位指名を受け、入団。1年目の1969年に、いわゆる当て馬として1試合に先発出場するが、一軍で投手としての登板はなかった。1970年オフに自由契約となり、中日ドラゴンズに移籍。1971年に現役を引退した。
183cmの長身を生かしたサイドスローで、制球の良い低めへの速球が武器。シュートでカウントを稼ぎ、外角へのカーブやスライダーで揺さぶる投球をした。

## 詳細情報

### 年度別打撃成績
| 年 度     | 球 団     | 試 合 | 打 席 | 打 数 | 得 点 | 安 打 | 二 塁 打 | 三 塁 打 | 本 塁 打 | 塁 打 | 打 点 | 盗 塁 | 盗 塁 死 | 犠 打 | 犠 飛 | 四 球 | 敬 遠 | 死 球 | 三 振 | 併 殺 打 | 打 率 | 出 塁 率 | 長 打 率 | O P S |
| --------- | --------- | ----- | ----- | ----- | ----- | ----- | -------- | -------- | -------- | ----- | ----- | ----- | -------- | ----- | ----- | ----- | ----- | ----- | ----- | -------- | ----- | -------- | -------- | ----- |
| 1969      | 大洋      | 1     | 0     | 0     | 0     | 0     | 0        | 0        | 0        | 0     | 0     | 0     | 0        | 0     | 0     | 0     | 0     | 0     | 0     | 0        | ----  | ----     | ----     | ----  |
| 通算：1年 | 通算：1年 | 1     | 0     | 0     | 0     | 0     | 0        | 0        | 0        | 0     | 0     | 0     | 0        | 0     | 0     | 0     | 0     | 0     | 0     | 0        | ----  | ----     | ----     | ----  |

### 背番号
- 38 （1969年 - 1970年）
- 13 （1971年）